# Trybuchowce (gmina)
Trybuchowce – dawna gmina wiejska w powiecie buczackim województwa tarnopolskiego II Rzeczypospolitej. Siedzibą gminy były Trybuchowce.
Gminę utworzono 1 sierpnia 1934 r. w ramach reformy na podstawie ustawy scaleniowej z dotychczasowych gmin wiejskich: Ćwitowa, Pomorce, Pyszkowce, Rzepińce i Trybuchowce.
Od września 1939 do lipca 1941 gmina znajdowała się pod okupacją ZSRR, a 1 sierpnia 1941 weszła w skład Generalnego Gubernatorstwa i nowo utworzonego dystryktu Galicja; przyłączono wówczas do niej gromadę Podlesie ze zniesionej gminy Podzameczek, a stanowiącą odtąd niewielką eksklawę gminy Trybuchowce wewnątrz nowo utworzonej gminy Buczacz. Gmina przynależała odtąd do powiatu czortkowskiego (Kreishauptmannschaft Czortków). W 1943 roku gmina składała się z siedmiu gromad (Ćwitowa, Podlesie, Pomorce, Pyszkowce, Rzepińce, Siemieńce i Trybuchowce) i liczyła 8.420 mieszkańców.
Po II wojnie światowej obszar gminy znalazł się w ZSRR.